# 트리보르

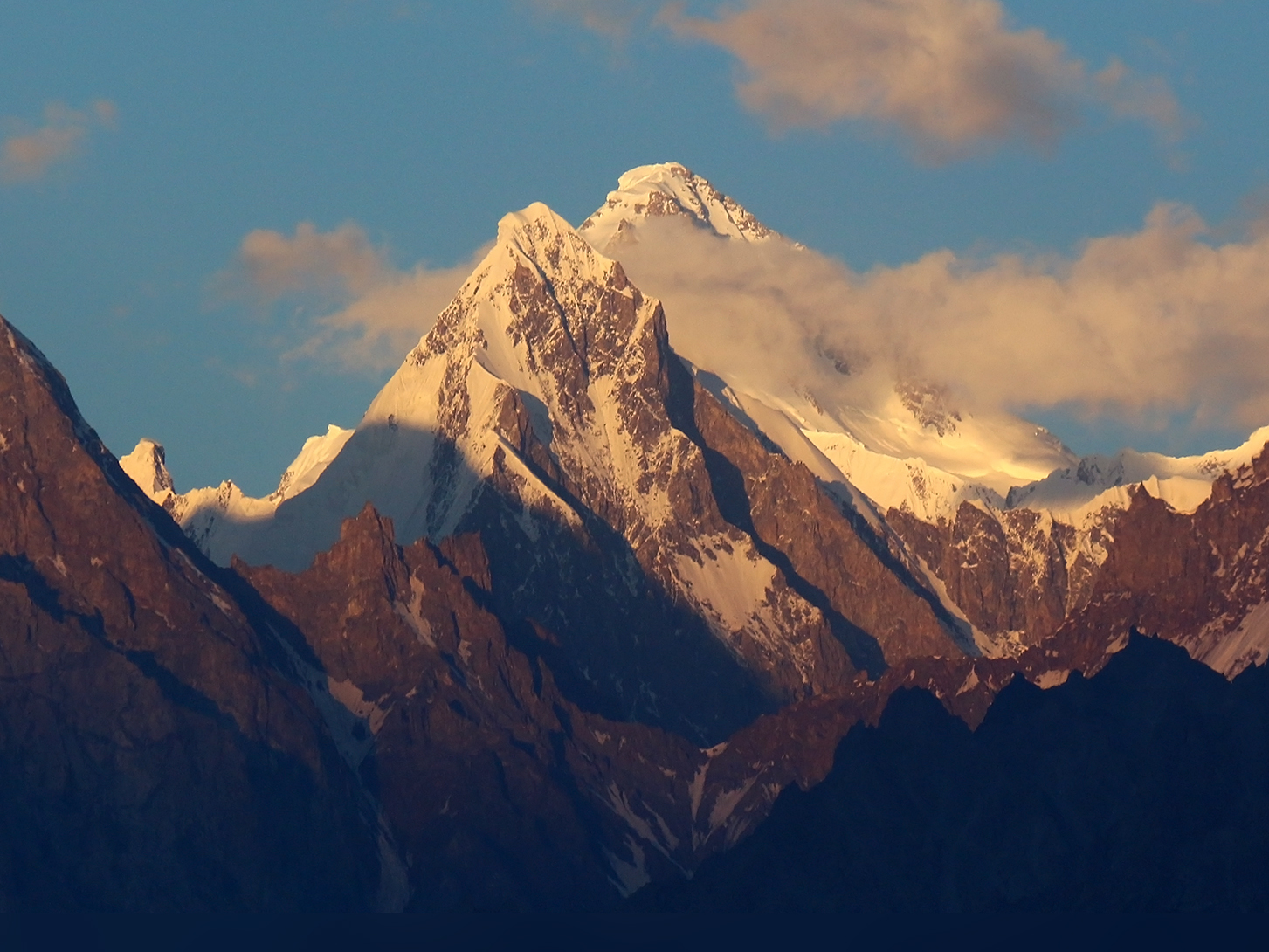

트리보르(우르두어: ترِووُر)는 파키스탄의 길기트-발티스탄 심샬 계곡에 있는 카라코람 산맥의 하위 범위인 히스파르 무즈타그의 높은 산봉우리 중 하나이다. 이 봉우리의 높이는 종종 7,728미터(25,354피트)로 언급되지만 이 고도는 사진 증거와 일치하지 않는다. 여기에서 언급되는 높이는 러시아 1:100,000 지형도에서 가져온 것이다.
이 봉우리의 성공적인 등반은 두 번뿐이었다. 최초의 등정은 1960년에 영국계 미국인 모임에 의해 이루어졌다.